# Îles Chetwode
Pour les articles homonymes, voir Chetwode.
Les îles Chetwode sont un groupe d'îles des Marlborough Sounds, situé en aval de l'entrée de la baie de Pelorus, au nord de l'île Forsyth, en Nouvelle-Zélande.
Ces îles ont été constituées en réserve naturelle et sont inaccessibles au public.

## Toponymie
Le nom anglais de l'archipel est un hommage au lieutenant Chetwode, commandant du Pelorus, qui fut le premier Européen à explorer la région au XIXe siècle

## Situation
Les îles Chetwode sont situées en limite nord-est des Marlborough Sounds, face à l'entrée de la baie de Pelorus. Le groupe est constitué de deux îles principales, Te Kakaho à l'est et Nukuwaiata à l'ouest. Des petits îlots sont disséminés à proximité : Ninepin Rock dans le prolongement de la pointe sud-ouest de Nukuwaiata, Moturaka (« The Haystack ») à un peu moins d'un kilomètre au sud-est de la même île, enfin Sentinel Rock à trois kilomètres à l'est de Te Kakaho.
D'autres récifs et rochers affleurants parsèment les alentours des îles, rendant la navigation dans leurs eaux assez dangereuse, y compris le passage entre les deux îles, et l'atterrissage, qui de surcroît est interdit du fait de la réserve naturelle.

## Topographie et géologie
Les deux îles principales offrent une surface cumulée de 280 hectares. L'île de Nukuwaiata, un peu plus importante, mesure environ trois kilomètres du sud-ouest au nord-est, mais sa largeur excède rarement cinq cents mètres ; c'est elle qui possède le point culminant le plus élevé, à 247 mètres d'altitude. L'île de Te Kakaho mesure à peu près un kilomètre et demi du nord au sud, pour une largeur également inférieure à cinq cents mètres. Elle cumine à 179 mètres,.

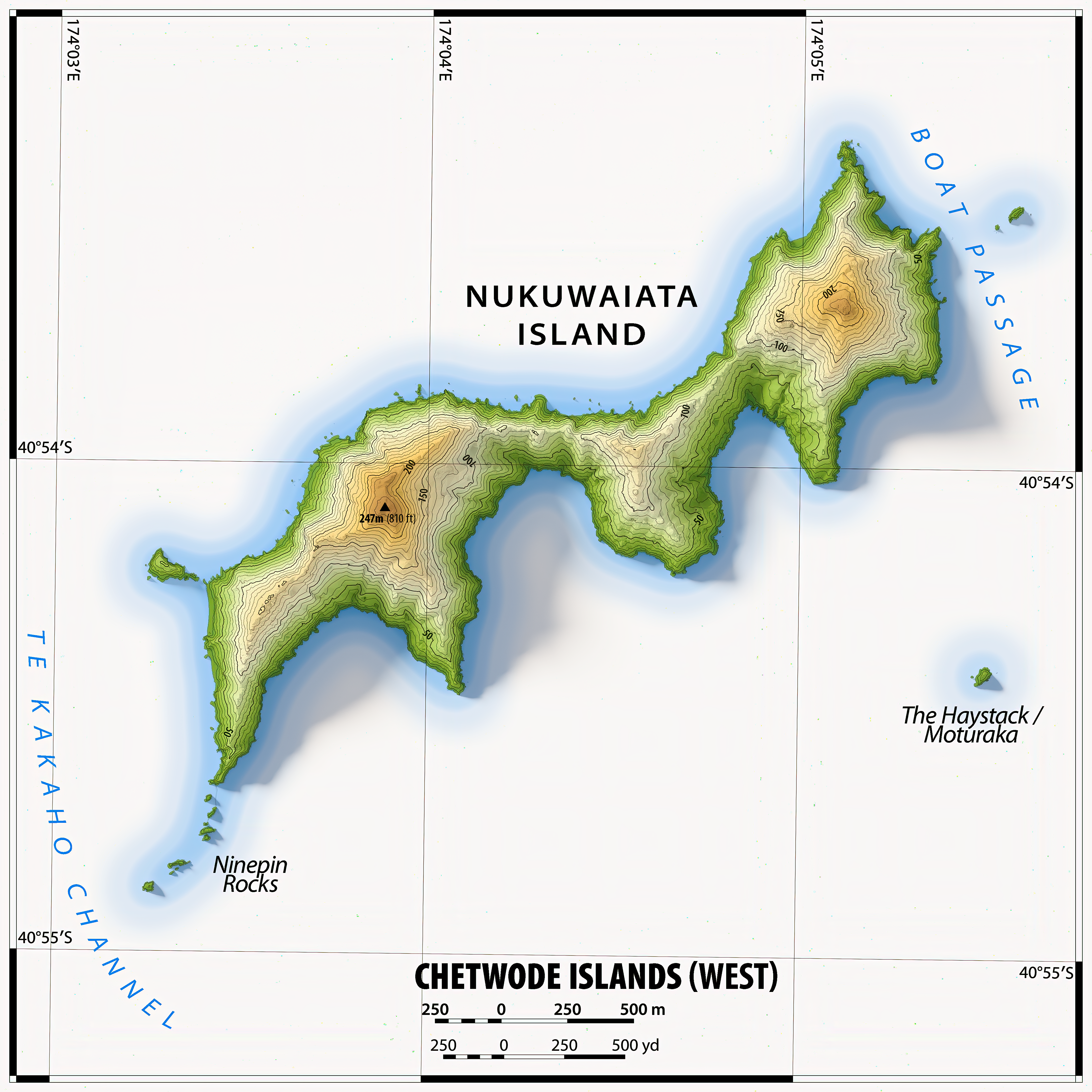
Carte des Chetwode Islands / partie occidentale

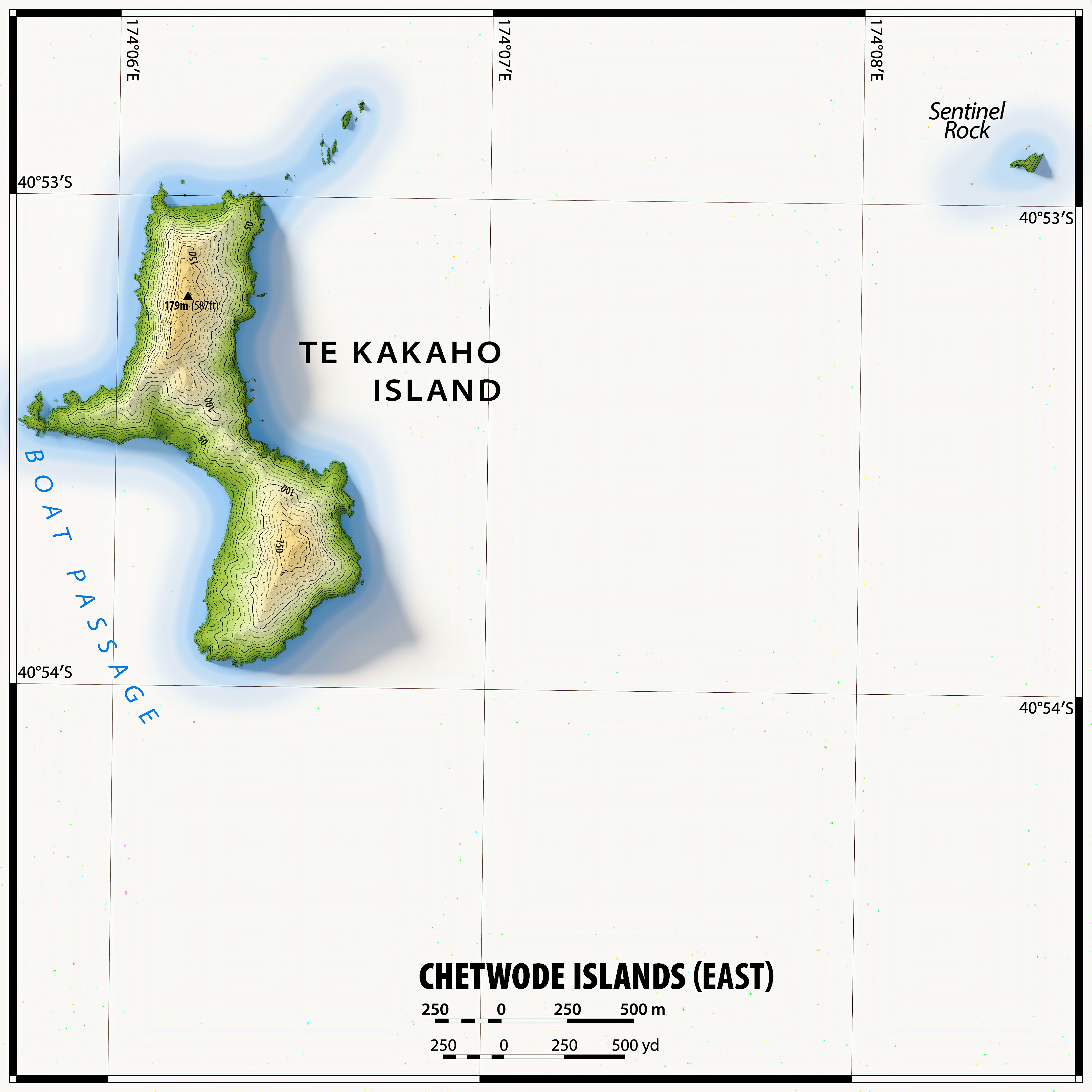
Carte des Chetwode Islands / partie orientale

## Faune et flore
La flore des îles Chetwode se caractérise notamment par la présence de manuka, de pseudopanax arboreus (en), de bois de reinette ou akaeake, de melicytus ramiflorus (en) ou mahoe et d'olearia paniculata (en) ou akiraho.
Les îles Chetwode constituent une zone de nidification pour les puffins fuligineux, appelés localement « muttonbirds ». D'autres populations aviaires sont également présentes, comme le miro de Garnot ou toutuowai, le kākāriki, le mohoua à tête jaune ou le faucon de Nouvelle-Zélande, appelé localement karearea.

## Histoire
Traditionnellement, l'iwi Ngāti Kuia effectuait des captures de puffins fuligineux sur les îles, mais ces dernières n'étaient pas habitées en permanence. En 1856, la Couronne acquiert à propriété des îles de manière contestée et y développe l'agriculture. Rapidement, toutefois, la pertinence de cette activité est remise en cause et l'île est transformée en réserve naturelle dès 1904.
Certaines espèces endémiques avaient disparu du fait de l'activité humaine ou des espèces invasives introduites durant l'exploitation agricole de l'île. En 1965, une première réintroduction, celle du créadion rounoir, est effectuée sur Nukuwaiata avec trente individus, auxquels se rajoutent dix-sept spécimens en 1970. Toutefois, cette première réintroduction est un échec, les oiseaux ne s'habituant pas à cet habitat : toute la population a disparu en 1973
En 1993, les populations de rats et de wekas qui avaient été introduites sont éliminées pour favoriser la reprise des espèces indigènes ; en ce qui concernes les wekas, les oiseaux sont capturés et introduits dans d'autres îles avant les populations restantes ne soient éliminées,. La disparition des prédateurs permet le redéveloppement des espèces indigènes, au point que les îles Chetwode servent de vivier de prélèvement pour repeupler d'autres îles. Ainsi, la perruche à tête d'or est réintroduite en 2001 sur Long Island depuis Te Kakaho et le miro rubisole vers l'île de Maud en 1983.
Une tentative d'adaptation du strigops kakapo est menée entre 1998 et 2001 sur Nukuwaiata, mais l'île de la Morue est finalement préférée pour maximiser les chances de survie de l'espèce.
Les réintroductions concernent également des espèces d'insecte, comme l'anagotus stephenensis (en) ou « charançon ngaio », dont trente individus sont réintroduits fin 2012 sur Te Kakaho depuis l'île Stephens.